# Montegrappa
Montegrappa – первая итальянская фабрика пишущих инструментов, была основана в 1912 году в Бассано-дель-Граппа на берегу реки Брента.

## История
Своё имя марка Montegrappa, как и немецкая компания Montblanc, берёт от названия горы («Виноградная гора»), которая возвышается над местностью Бассаны. Изначально фирма выпускала недорогие ручки из целлулоида и осуществляла государственный заказ на поставку дешёвых письменных инструментов для итальянской армии. В 1946 году, после того, как склады компании с запасами целлулоида сгорели, компания начинает выпускать ручки из драгоценных материалов. После длительного спада, в конце 1981 года компания Montegrappa переходит под управление семьи Акила. Под руководством нового владельца Джанфранко Акила начинается постепенное возрождение марки. Вывод на рынок модели Reminiscence, точной копии ручки Montegrappa образца 1915 года, позволил вернуться на внутренний рынок и выйти на международный. В 1992 году была выпущена памятная авторучка, посвящённая восьмидесятилетию компании Montegrappa, открывшая ежегодное производство лимитированных эксклюзивных коллекций, предназначенных для коллекционеров и ценителей роскоши.

## Montegrappa в наши дни

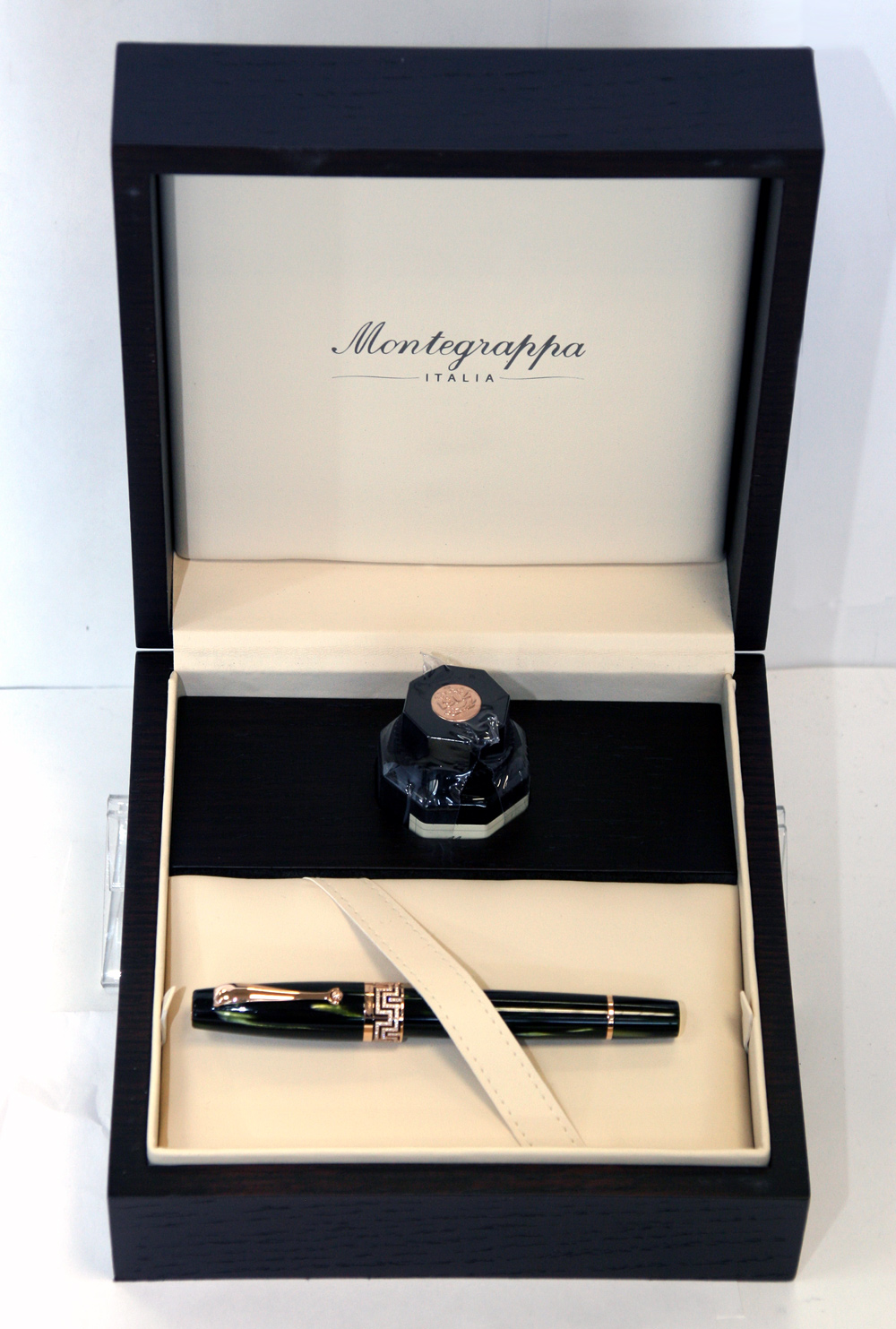
Ручка Montegrappa Extra

В конце 2000 года компания переходит во владение Richemont Group, и с этого момента, в результате расширения сети дистрибуции, значительно увеличивается товарооборот. В 2009 году марка возвращается в руки семьи Акила. В том же году известный автогонщик Жан Алези, ранее выступающий как консультант по дизайну и посланник марки Montegrappa, становится членом Правления компании, отвечающим за связи с общественностью, что по словам бывшего гонщика, позволит ему реализовать свою «страсть к вещам, сделанным вручную». «Я впервые занимаюсь бизнесом, и этот бизнес не связан с гонками» – заявил Жан Алези, который отметил, что рад ассоциировать себя с итальянской маркой со 100-летней историей.